# Alțek, Dobrici
Alțek (în bulgară Алцек, în română Chesedgic) este un sat în comuna Dobricika, regiunea Dobrici, Dobrogea de Sud, Bulgaria. 
Între anii 1913-1940 a făcut parte din plasa Ezibei a județului Caliacra, România.

## Demografie
Componența etnică a satului Alțek
     Bulgari (14,32%)
     Romi (73,47%)
     Turci (10,97%)
     Nicio identificare (1,21%)
La recensământul din 2011, populația satului Alțek era de 328 locuitori. Din punct de vedere etnic, majoritatea locuitorilor (73,47%) erau romi, existând și minorități de bulgari (14,32%) și turci (10,97%). Pentru 1,21% din locuitori nu este cunoscută apartenența etnică.